# Societatea Națională a Cărbunelui Ploiești
Societatea Națională a Cărbunelui (SNC) Ploiești este compania națională de extracție a cărbunelui din România.
A fost înființată în anul 1957, sub numele Trustul Minier Muntenia, iar până în 1989, a fost reorganizată succesiv, schimbându-și numele în Întreprinderea Minieră, Centrala Cărbunelui și Combinatul Minier.
Din anul 1991 până în 1995, a funcționat ca Sucursală Minieră a Regiei Autonome a Lignitului Târgu Jiu.
A fost re-înființată ca societate autonomă în anul 1995, sub numele Regia Autonomă a Cărbunelui Ploiești, prin desprinderea din Regia Autonomă a Lignitului Târgu Jiu.
În anul 1997, a fost reorganizată, primind numele actual.
Societatea Națională a Cărbunelui Ploiești se află sub autoritatea Ministerului Economiei.
Obiectul de activitate al societății îl constituie extracția și comercializarea lignitului și cărbunelui brun din perimetrele miniere pentru care s-a obținut licența de exploatare.
De asemenea, în câteva unități se comercializează zgură și nisip.
Societatea are în componență opt exploatări miniere din opt județe și asigură necesarul de cărbune energetic pentru termocentralele independente din Bacău, Brașov, Oradea, Zalău precum și SE Doicești, deținută de Termoelectrica.
Deține o rezervă de 46 milioane cărbune energetic și are o producție anuală de 2 milioane tone.
Număr de angajați în 2009: 98
Venit net:
- 2008: -60 milioane lei (pierdere)
- 2007: -52,8 milioane lei (pierdere)